# هوهبورگ
هوهبورگ (به آلمانی: Hohburg) یک منطقهٔ مسکونی در آلمان است که در Lossatal واقع شده‌است. هوهبورگ  ۲٬۸۱۰ نفر جمعیت دارد.